# HD56910
HD56910 — хімічно пекулярна зоря спектрального класу A3, що має видиму зоряну величину в смузі V приблизно  6,8.
Вона  розташована на відстані близько 454,3 світлових років від Сонця.